# Dropsie
 Mise en garde médicale
La dropsie est un terme archaïque de médecine désignant l'accumulation de fluides biologiques dans l'organisme.
Il s'agit généralement de rétention d'eau et de lymphe, mais également de bile, de sang, ou divers liquides produits par le corps.
Aujourd'hui, le terme « dropsie épidémique » désigne le gonflement du corps dû à la consommation d'huile de moutarde contenant de l'huile toxique provenant de graines d’Argemone mexicana.
Origine du mot : ancien français hydropsie, venant du grec hydrops, de hydro - eau.

## Dropsie épidémique
Argemone mexicana produit des graines exprimant une huile toxique en raison de sa teneur en alcaloïdes déclenchant une réaction physiologique d'activation de toxines (sanguinarine et dihydrosanguinarine). La ressemblance entre les graines de moutarde et d’Argemona mexicana est la cause du mélange accidentel des huiles, même si la période de floraison n'est pas la même. La maladie peut être déclenchée par un simple contact de l'huile avec la peau (passage transcutané).
L'action de la sanguinarine est une plus grande perméabilité des vaisseaux sanguins, causant des atteintes du foie, du cœur et des yeux. Les symptômes sont de puissantes nausées accompagnées de vomissements, une torpeur, un estomac dilaté, un érythème et un œdème des mains et des pieds. Dans des cas extrêmes, un glaucome et des problèmes cardiovasculaires pouvant conduire à la mort par arrêt cardiaque ont été constatés.
Une proportion d'1 % d'huile de moutarde contaminée par Argemone mexicana est suffisante pour déclencher des symptômes. La contamination peut être détectée par une méthode rapide découverte en 1969 par un laboratoire de Calcutta, en Inde[réf. souhaitée].
Le traitement de la dropsie épidémique est à ce jour uniquement symptomatique, aucune mesure thérapeutique efficace n'ayant été découverte.
La dernière épidémie de dropsie eut lieu à Delhi, en Inde, en 1998. Il y eut plus de 2 500 cas et 65 morts.

## Personnalités peut-être atteintes
- Mary Tudor (qui en serait morte) ;
- Henry Fielding, qui en meurt à Lisbonne à quarante-sept ans.
- Vincent van Gogh (peut-être touché)